# Brandon Ayerdis
Brandon Josué Ayerdis (ur. 11 września 1994 w Jinotepe) – nikaraguański piłkarz występujący na pozycji napastnika lub skrzydłowego, reprezentant Nikaragui, od 2023 roku zawodnik Sport Sébaco.